# Garches
Garches település Franciaországban, Hauts-de-Seine megyében. Lakosainak száma 17 705 fő (2022. január 1.). Garches Marnes-la-Coquette, Vaucresson, Rueil-Malmaison és Saint-Cloud községekkel határos.

## Népesség
A település népességének változása:
| Lakosok száma | 17 769 | 17 762 | 18 084 | 17 869 | 17 762 | 17 795 | 17 557 | 17 898 | 17 705 |
|               | 2013   | 2015   | 2016   | 2017   | 2018   | 2019   | 2020   | 2021   | 2022   |